# Jagatsinghpur
Jagatsinghpur là một thị xã và là nơi đặt ủy ban khu vực quy hoạch (notified area committee) của quận Jagatsinghpur thuộc bang Orissa, Ấn Độ.

## Địa lý
Jagatsinghpur có vị trí 20°16′B 86°10′Đ / 20,27°B 86,17°Đ Nó có độ cao trung bình là 15 mét (49 feet).

## Nhân khẩu
Theo điều tra dân số năm 2001 của Ấn Độ, Jagatsinghpur có dân số 30.688 người. Phái nam chiếm 52% tổng số dân và phái nữ chiếm 48%. Jagatsinghpur có tỷ lệ 75% biết đọc biết viết, cao hơn tỷ lệ trung bình toàn quốc là 59,5%: tỷ lệ cho phái nam là 81%, và tỷ lệ cho phái nữ là 69%. Tại Jagatsinghpur, 10% dân số nhỏ hơn 6 tuổi.